# Font de la plaça Pius XII
La Font de la plaça Pius XII és una obra de Cervera (Segarra) inclosa a l'Inventari del Patrimoni Arquitectònic de Catalunya.

## Descripció
Font situada a la plaça Lluís Sanpere, davant el col·legi de la Concepció. Està formada per un petit estany rectangular amb un sortidor al mig, format per dos cossos. El de sota a manera de receptacle circular amb quatre cares d'ésser mitològic amb bigoti i el superior guarnit de conquilles i els mateixos rostres mitològics del cos inferior però més petits. Per la boca d'aquests caps brolla l'aigua. El brollador superior té forma de pinya i deixa anar molta més aigua que els altres.

## Història
Data del segle xviii, quan es portà l'aigua a Cervera.